# Nikólskoie (Vérkhniaia Khava)
Nikólskoie (en rus: Никольское) és un poble (un possiólok) a l'óblast de Vorónej, a Rússia, segons el cens del 2010 tenia 79 habitants.